# Шевијар
Шевијар (фр. Chevillard) је насељено место у Француској у региону Рона-Алпи, у департману Ен (Рона-Алпи).
По подацима из 2011. године у општини је живело 160 становника, а густина насељености је износила 16,55 становника/km².

## Демографија
| 1962. | 1968. | 1975. | 1982. | 1990. | 2011. |
| ----- | ----- | ----- | ----- | ----- | ----- |
| 153   | 126   | 116   | 132   | 137   | 160   |